# Hermes (posąg z Porta Tiburtina)
Hermes, także Hermes Ludovisi – starożytna rzeźba rzymska z I wieku n.e., wykonana w marmurze, przedstawiająca boga Hermesa, znajdująca się w zbiorach Muzeum Narodowego w Rzymie (nr. inw. 8624).

## Historia
Rzeźba jest kopią greckiego pierwowzoru, który mógł wyjść spod dłuta Fidiasza lub Myrona. Pierwowzór był wykonany w brązie w V wieku p.n.e. Było to jedno z pierwszych przedstawień boga Hermesa w formie psychopompa, jako bezbrodego młodego mężczyzny. Rzymska kopia odnaleziona została w okolicy Porta Tiburtina w Rzymie. Pierwszym jej właścicielem był w XVII wieku kardynał Ludovico Ludovisi, stąd w literaturze posąg nazywany też bywa Hermesem Ludovisi. Spotyka się też nazwę Merkury orator (Hermes Logios). W 1901 kolekcja Boncompagni-Ludovisi wystawiona została na sprzedaż. Wówczas w posiadanie rzeźby weszło Muzeum Narodowe. Obecnie posąg Hermesa znajduje się w kolekcji oddziału w Palazzo Altemps.
Posąg, bardziej zniszczony, w podobnym przedstawieniu Hermesa (psychopompus) znaleziony został w Anzio. Znajduje się również w kolekcji rzymskiego Muzeum Narodowego w oddziale w Palazzo Massimo alle Terme.

## Opis
Rzeźba przedstawia nagiego boga Hermesa w postawie stojącej, w kontrapoście. Posąg mierzy 183 cm. Bóg ma na głowie kapelusz, charakterystyczny grecki petasos. Na lewej ręce, od przedramienia ma przewieszony himation. Najprawdopodobniej w lewej dłoni bóstwo trzymało kaduceusz. Początkowo posągowi brakowało prawej ręki, którą odrestaurował i zamontował rzeźbiarz Alessandro Algardi. Po pracach restauracyjnych Hermes prezentuje się, zgodnie z jednym ze swoich przydomków, jako bóg elokwencji czy retoryki (Hermes Logios).

## Galeria

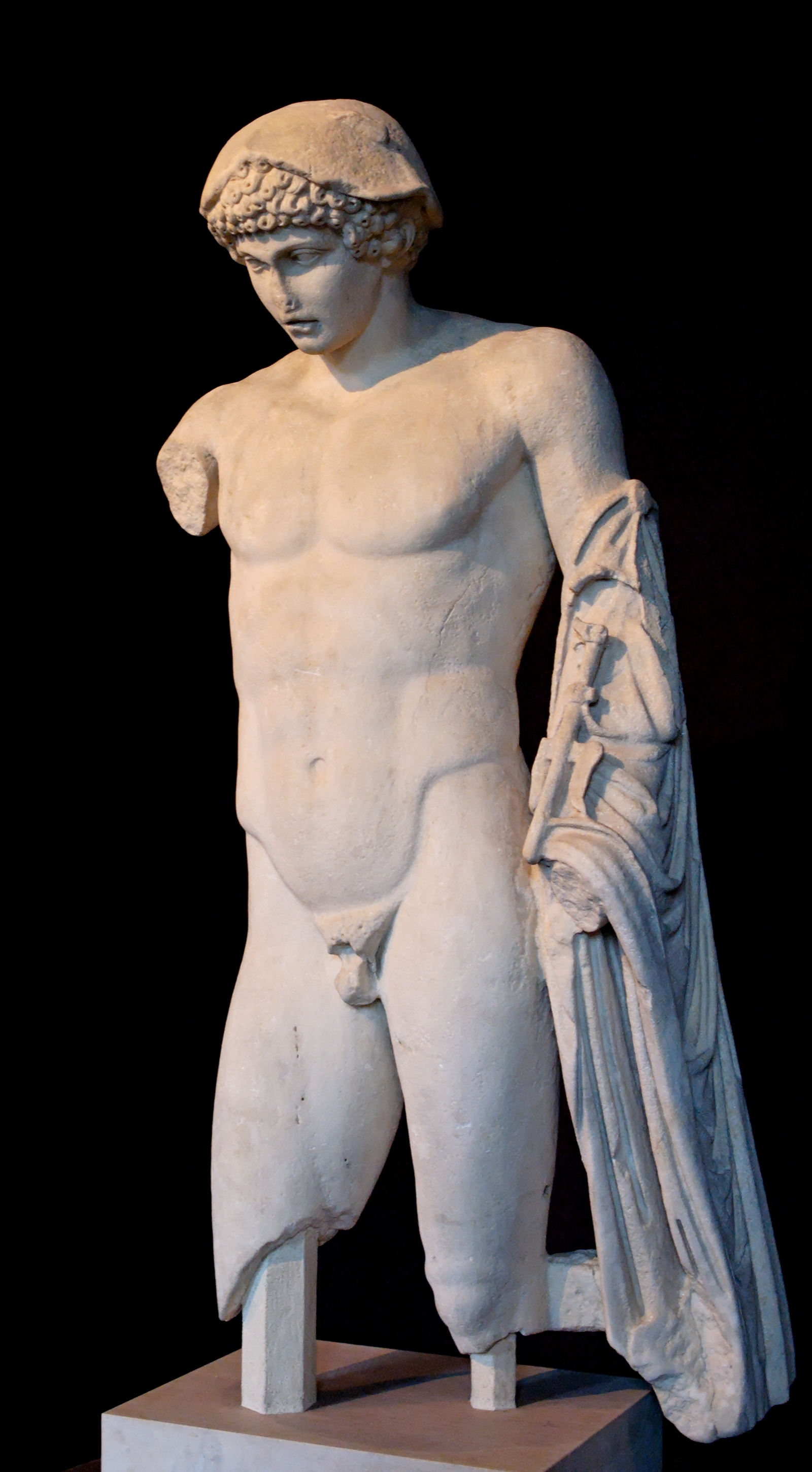
Wariant z Anzio
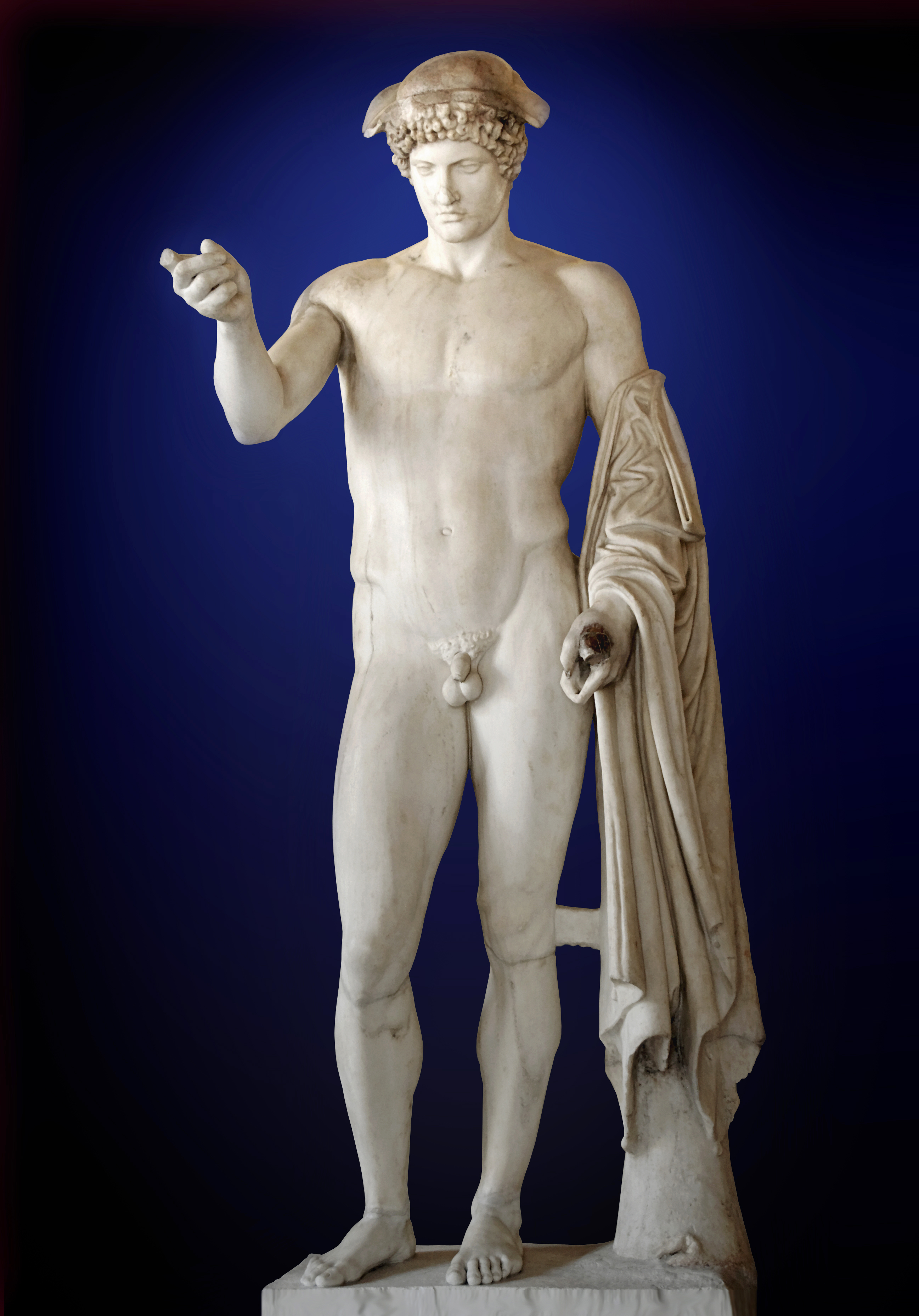
posąg od przodu
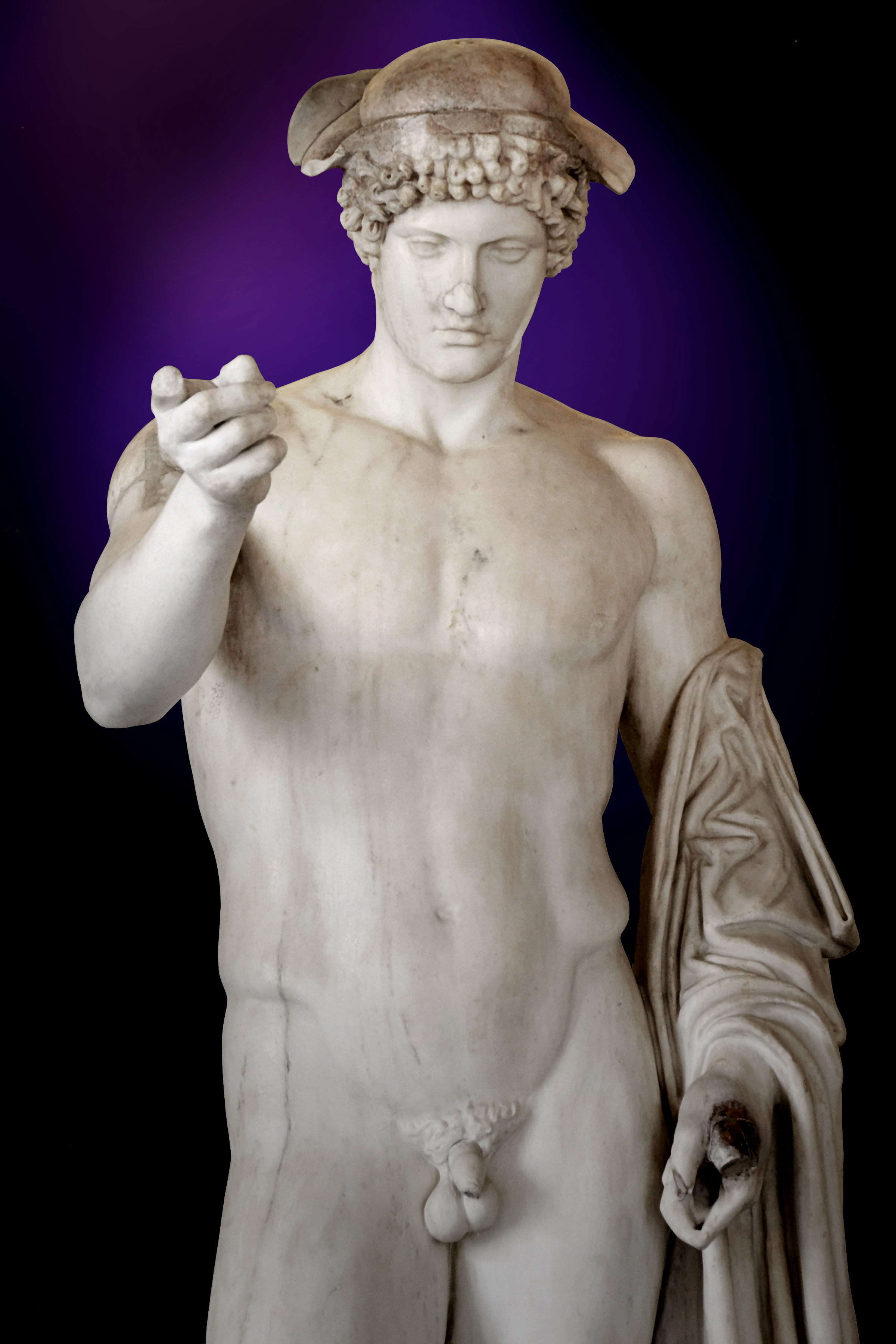
posąg od przodu
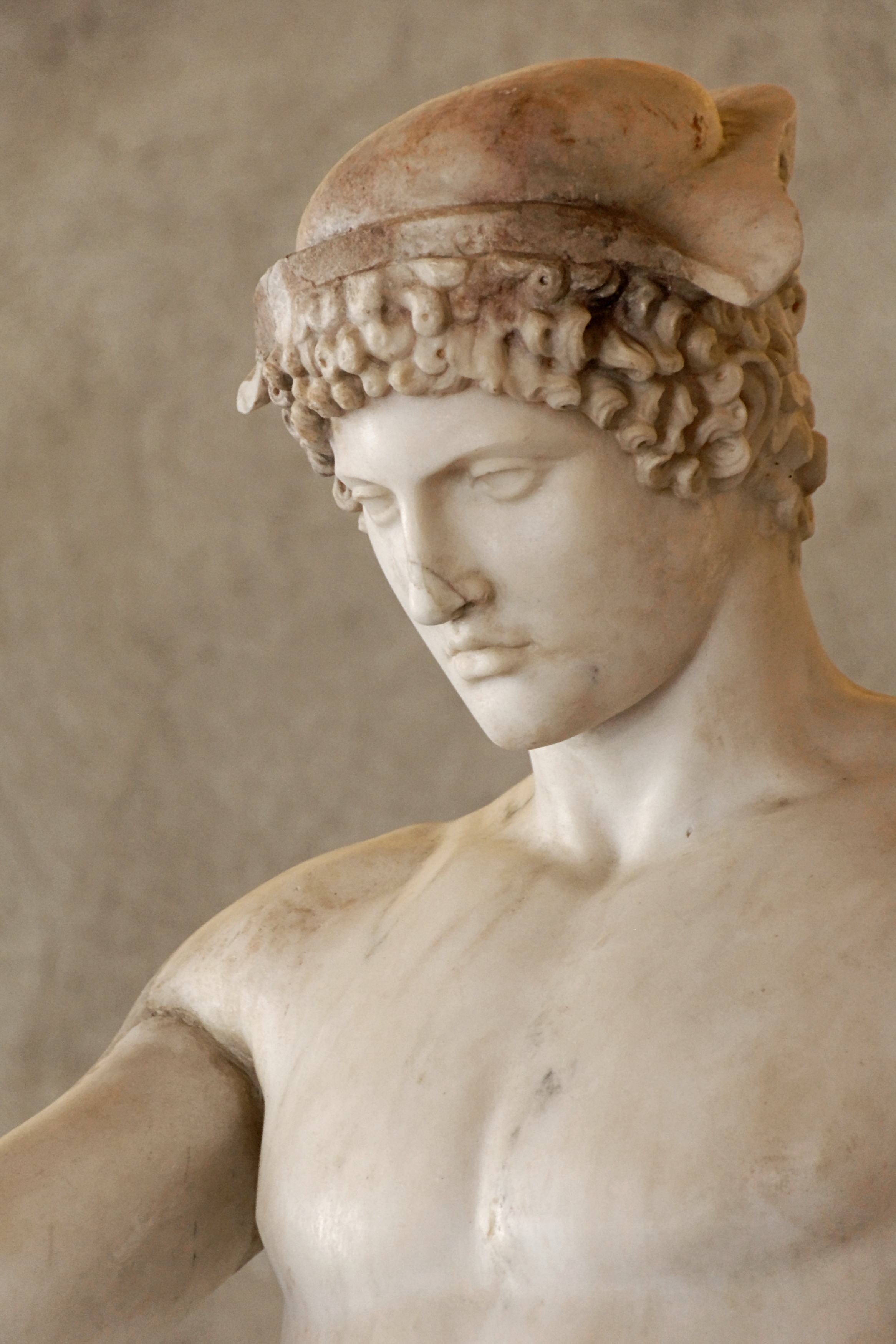
górna część posągu